# Rientro atmosferico

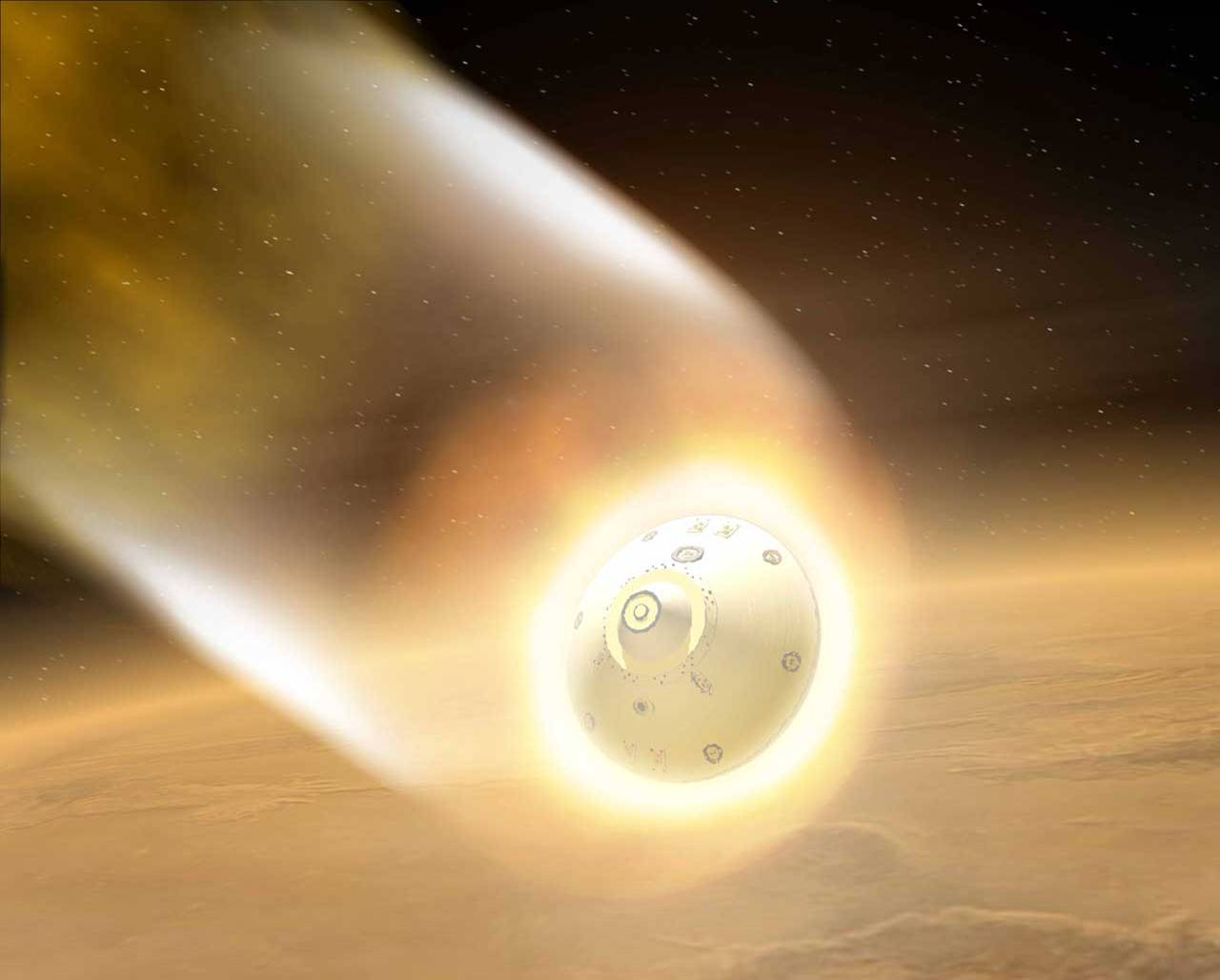
Raffigurazione artistica dell'aeroshell dei Mars Exploration Rover (MER)

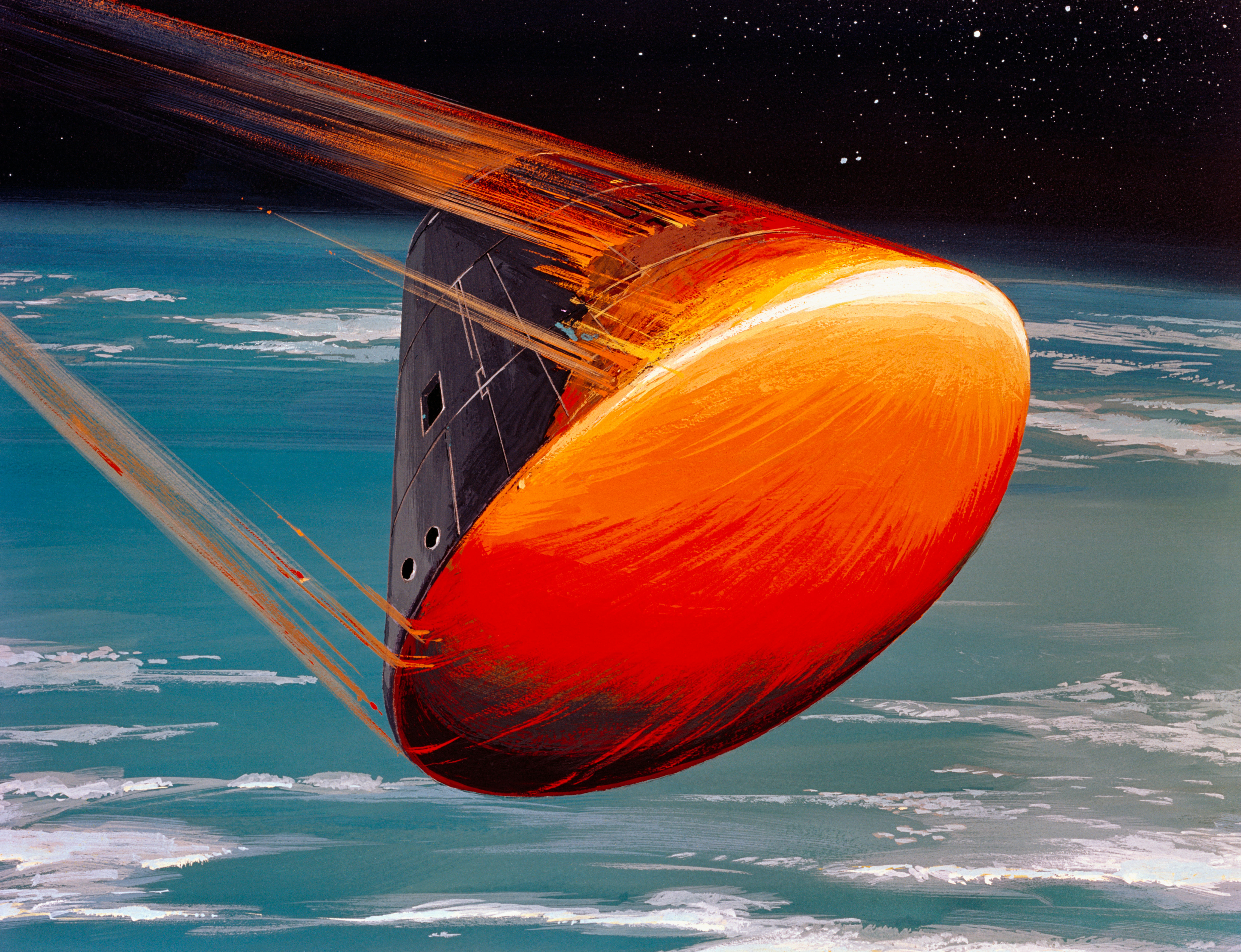
Raffigurazione artistica del modulo di comando Apollo

Il rientro atmosferico è il processo per mezzo del quale i veicoli che sono all'esterno dell'atmosfera di un pianeta possono entrare nell'atmosfera stessa e raggiungere intatti la superficie planetaria. I veicoli che effettuano questa operazione sono sonde spaziali, navette, missili balistici intercontinentali. Il rientro atmosferico richiede tipicamente dei metodi speciali per la protezione del veicolo dal surriscaldamento. A questo scopo, sono state sviluppate diverse tecnologie.

## Storia
La tecnologia per il rientro atmosferico fu una conseguenza della guerra fredda. I missili balistici e le armi nucleari erano un'eredità della seconda guerra mondiale in mano all'Unione Sovietica e agli Stati Uniti d'America. Le due superpotenze iniziarono delle intense ricerche e programmi di sviluppo per incrementare le capacità militari di queste tecnologia, tuttavia prima che potesse essere praticabile l'uso di un missile nucleare era necessario sviluppare un ingrediente essenziale: una tecnologia per il rientro atmosferico. In teoria, la nazione che fosse riuscita a sviluppare un tale sistema avrebbe posseduto un vantaggio militare decisivo, ma all'epoca non era chiaro se tutto ciò fosse fisicamente possibile. Infatti alcuni calcoli mostrarono che l'energia cinetica di una testata nucleare che entra dall'orbita era sufficiente a vaporizzarla completamente. Nonostante questi calcoli, gli interessi militari erano talmente alti che venne quindi avviato un programma ad alta priorità per lo sviluppo di questa tecnologia, che venne in seguito sviluppata con successo, rendendo possibile l'uso di missili balistici intercontinentali armati con testate nucleari.
L'espansione della tecnologia per l'utilizzo da parte degli esseri umani fu nuovamente spinta dalla guerra fredda. Con l'imbarazzo degli Stati Uniti, i sovietici inviarono per primi in orbita un satellite artificiale seguito dall'invio di un cosmonauta sovietico in orbita e il suo rientro sulla Terra. Gli Stati Uniti sentirono questi obiettivi raggiunti dai sovietici come una minaccia al loro orgoglio e alla loro sicurezza. Di conseguenza, accelerarono lo sviluppo del loro programma spaziale per recuperare il tempo perduto lanciando la sfida per la conquista della Luna che venne vinta il 20 luglio 1969 con la missione Apollo 11.
Nel 1952 H. Julian Allen e Alfred J. Eggers del National Advisory Committee for Aeronautics (NACA) scoprirono a sorpresa che un corpo tozzo (blunt body) era la forma più efficiente per uno scudo termico. Essi dimostrarono che il calore generato sul veicolo era inversamente proporzionale al coefficiente di resistenza (drag coefficient), ovvero maggiore è questo coefficiente e minore è il calore. Attraverso questa forma, l'onda d'urto e lo strato d'urto sono spinti lontano dalla parete esterna del veicolo. Siccome la maggior parte dei gas caldi non entrano in contatto diretto, l'energia del calore resta racchiusa nel gas e si muove attorno al veicolo per dissiparsi in seguito nell'atmosfera.

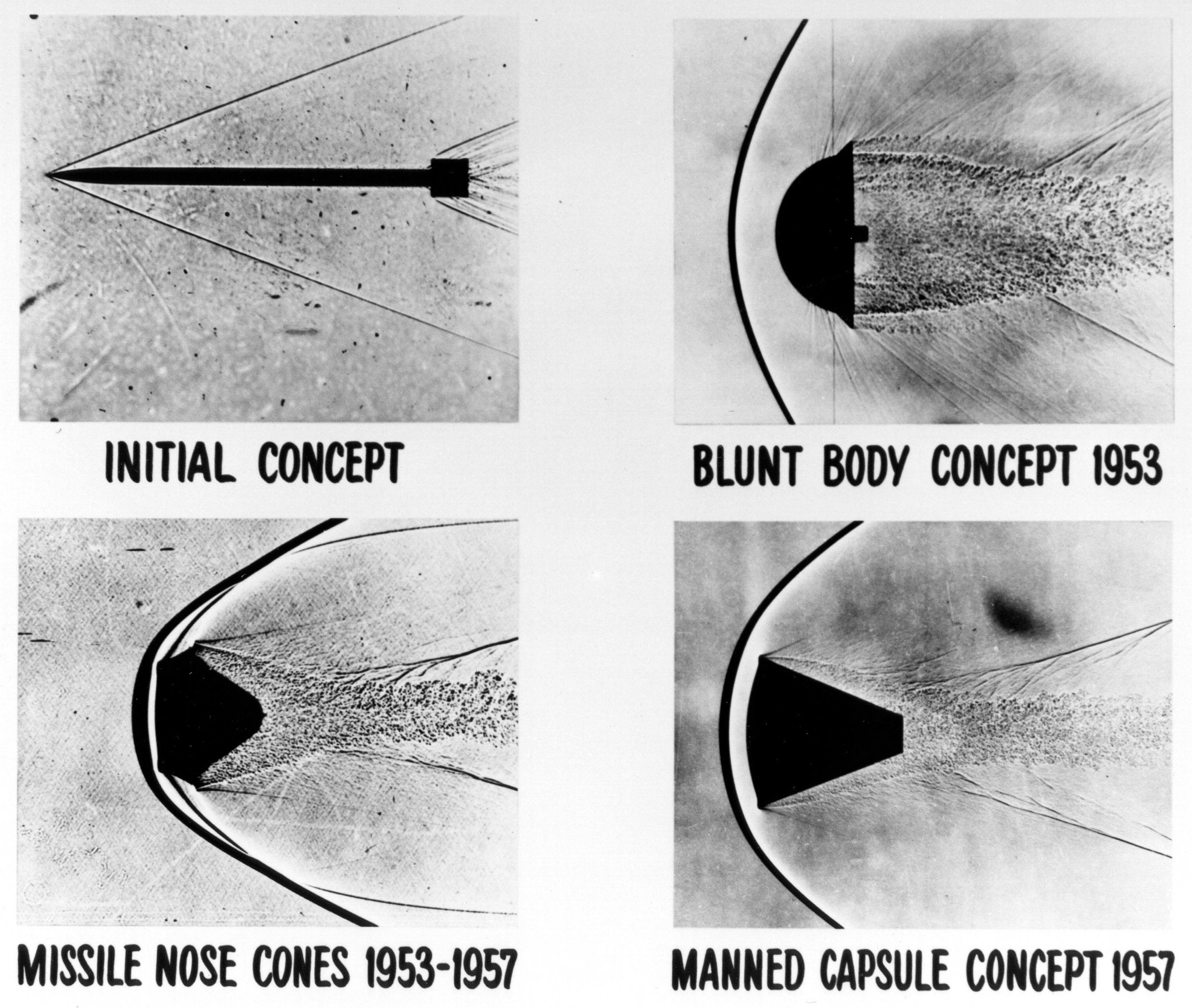
Forme varie (NASA)

Le quattro fotografie a destra rappresentano i primi concetti dei veicoli. Esse sono state riprese attraverso la tecnica della fotografia Schlieren, che permette di vedere i disturbi presenti su un fluido. La luce che passa nel fluido viene rifratta dai gradienti di densità generando delle aree chiare e scure su uno schermo posto dietro al fluido.

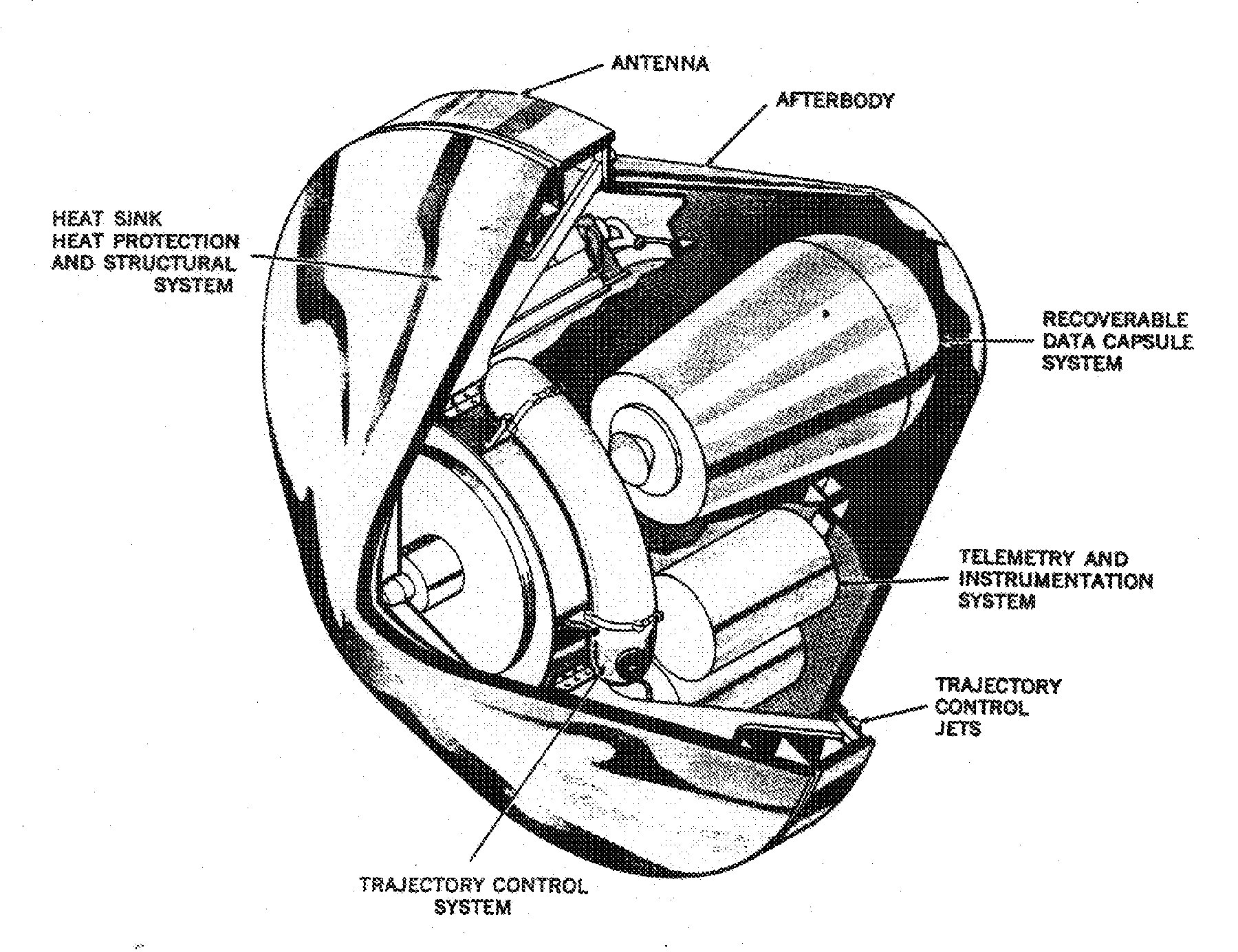
Prototipo del veicolo di rientro Mk-2

La scoperta di Allen ed Eggers, anche se inizialmente venne trattata come un segreto militare, fu pubblicata nel 1958. La teoria del corpo tozzo rendeva possibile il progetto degli scudi termici impiegati per le capsule nei programmi Mercury, Gemini e Apollo, garantendo agli astronauti la sopravvivenza durante il rientro atmosferico terrestre.

## Forme
Esistono diverse forme di base utilizzate nei progetti.

### Sfera o sezione sferica
La forma più semplice è quella della sfera o della sezione sferica. Può essere costituita da una sfera completa o da una sezione sferica che termina a cono. L'aerodinamica in questo caso è semplice da modellare attraverso la teoria dell'impatto Newtoniana. Quindi il flusso della sezione sferica può essere modellato accuratamente con l'equazione di Fay-Riddell. La stabilità statica è assicurata dalla posizione del centro di massa, mentre quella dinamica è più problematica.
Nei tardi anni '50 e all'inizio degli anni '60 i computer ad alta velocità non erano disponibili e la dinamica dei fluidi computazionale era ancora ad uno stadio iniziale. Poiché la sezione sferica poteva essere analizzata in forma chiusa, questo tipo di geometria divenne la predefinita nei progetti. Di conseguenza, le capsule con equipaggio utilizzate in quell'epoca erano basate su sezioni sferiche. I veicoli con geometria perfettamente sferica furono utilizzati dal programma sovietico Vostok. L'esempio più famoso di un veicolo con sezione sferica è invece il modulo di comando Apollo, con uno scudo termico a sezione sferica anteriore che si congiunge ad una parte posteriore conica.
Altri esempi di veicoli con geometria a sezione sferica ed equipaggio sono: la Sojuz/Zond e le capsule Gemini e Mercury.

### Sfera-cono

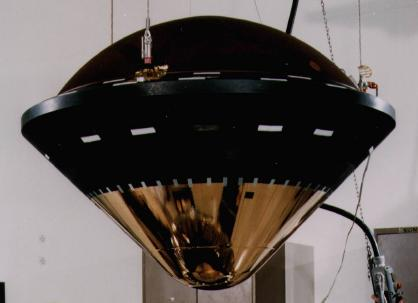
Sonda Galileo durante l'assemblaggio finale

La forma a sfera-cono è costituita da una sezione sferica con un tronco a basi parallele. La sua stabilità è in genere superiore a quella a sezione sferica. Nel 1955 venne sviluppato l'aeroshell Mk-2 RV di tipo sfera-cono, il cui progetto derivò dalla teoria del corpo tozzo con un sistema di protezione termico raffreddato e basato su uno scudo termico metallico. L'Mk-2 RV soffriva tuttavia di gravi difetti come sistema militare, ad esempio permaneva nell'atmosfera superiore troppo a lungo a causa del suo basso coefficiente balistico e lasciava una scia di metallo vaporizzato che lo rendeva molto visibile ai radar. Questi problemi lo resero molto vulnerabile ai sistemi antimissile balistico (ABM), e venne sviluppato un nuovo progetto del tipo sfera-cono, l'Mk-6 che utilizzava un sistema di protezione termico ablativo non metallico. Esso era molto efficace come scudo termico e possedeva una enorme massa di 3360 kg e una lunghezza di 3,1 metri.

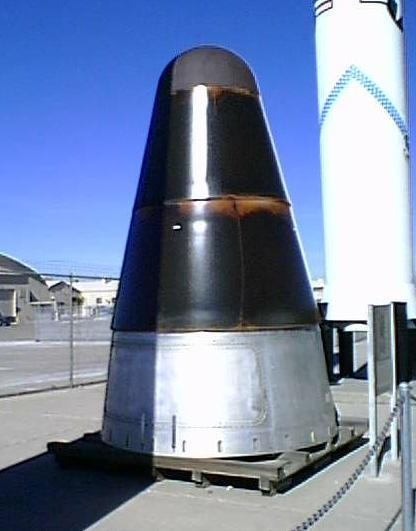
Mk-6, arma della guerra fredda e antenato della maggior parte dei veicoli di rientro NASA

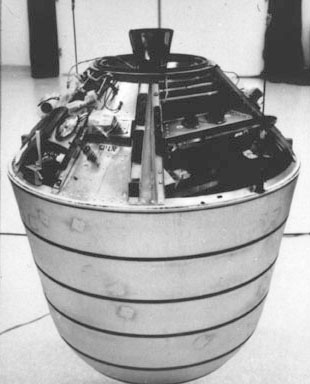
Veicolo di rientro dei satellite spia di tipo "Discoverer"

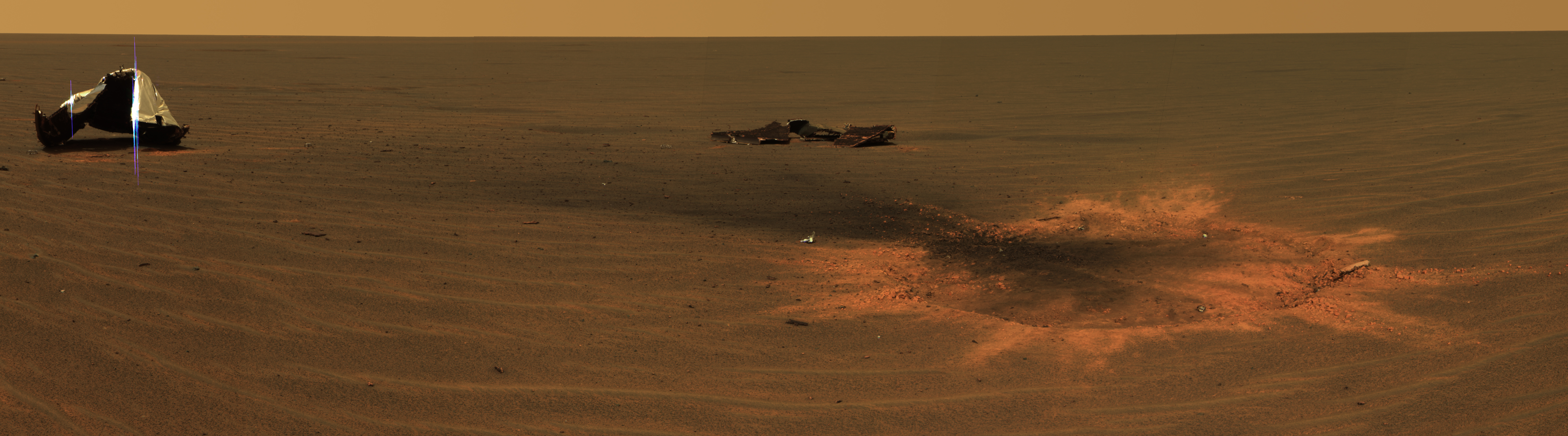
Scudo termico del rover Opportunity che giace sulla superficie di Marte

I veicoli di rientro dei satelliti spia utilizzavano anch'essi una forma sfera-cono e furono i primi esempi di veicoli di rientro americani che non contenevano armi (Discoverer-I, lanciato il 28 febbraio 1959). La sfera-cono fu utilizzata in seguito per le missioni di esplorazione spaziale verso corpi celesti o per le sonde che rientravano sulla Terra, come la sonda Stardust. A differenza dei veicoli da rientro militari, il vantaggio della massa inferiore del sistema di protezione termico del corpo tozzo fu mantenuto con i veicoli per l'esplorazione come la sonda Galileo o Viking. Questi tipi di sonde atterrarono sulla superficie o entrarono nell'atmosfera di Marte, Venere, Giove e Titano.

### Biconico
La forma biconica è costituita da una sfera-cono con un tronco a basi parallele aggiuntivo. Il veicolo con questa forma più significativo fu il Advanced Maneuvrable Reentry Vehicle (AMaRV). La McDonnell Douglas costruì quattro esemplari, che rappresentarono un balzo in avanti nella tecnologia di rientro. Tre di essi furono lanciati il 20 dicembre 1979, l'8 ottobre 1980 e il 4 ottobre 1981. Non è stato pubblicato apertamente alcun diagramma o immagine di AMaRV, ma solo una bozza schematica.

### Forme non simmetriche
Alcuni veicoli di rientro con equipaggio hanno utilizzato forme non simmetriche. Ad esempio lo Space Shuttle americano e il Buran sovietico sono veicoli con ali che utilizzano una forma di ala a delta per manovrare durante la discesa, come un normale aliante.

## Fisica dei gas dello strato d'urto
I progettisti di scudi termici utilizzano per la stima della temperatura di picco dello strato d'urto la seguente regola approssimata: la temperatura in kelvin è circa uguale alla velocità di ingresso misurata in metri al secondo. Ad esempio, una navetta che entra nell'atmosfera ad una velocità di 7,8 km/s raggiungerà una temperatura di 7800 K.
È chiaro che 7800 K costituiscono una temperatura elevatissima (la superficie del Sole, ovvero la fotosfera ha una temperatura di circa 6000 K). A questi valori avviene una dissociazione chimica dell'aria presente nello strato d'urto e la conseguente ionizzazione. Le proprietà chimiche e termiche dell'aria che subisce questo effetto richiedono diversi modelli fisici per il loro studio. Esistono quattro modelli principali di un gas che sono importanti per gli ingegneri aeronautici che progettano scudi termici.

### Modello del gas ideale o perfetto
La teoria del gas ideale è elegante e molto utile per il progetto di veicoli, ma sotto le ipotesi che il gas sia chimicamente inerte. L'aria può essere considerata inerte per temperature inferiori a 550 K alla pressione di una atm. A temperature maggiori di 550 K la teoria inizia a non essere adeguata e non è utilizzabile oltre i 2000 K. Per questi valori è necessario utilizzare il modello del gas reale.

### Modello del gas reale (in equilibrio)
La teoria del gas reale in equilibrio ipotizza che il gas sia reattivo chimicamente ma tutte le reazioni chimiche hanno avuto il tempo di concludersi e tutti i componenti del gas hanno la stessa temperatura (ovvero sono in equilibrio termodinamico). Quando l'aria viene investita da un'onda d'urto viene surriscaldata dalla compressione e si dissocia chimicamente attraverso varie reazioni (a differenza di quanto comunemente si pensa, l'attrito non è la causa principale di riscaldamento dello strato d'urto). La distanza tra lo strato d'urto e il punto di stagnazione del veicolo sul bordo anteriore è chiamato shock wave stand off. Approssimativamente si può stimare che questa distanza è pari a 0,14 volte il raggio del naso del veicolo, e da questa distanza ricavare il tempo di viaggio di una molecola di gas dall'onda d'urto al punto di stagnazione. Ad esempio, per il raggio di 1 metro e una velocità di circa 7,8 km/s si ha un tempo di viaggio di 18 μs. Il tempo di viaggio è circa pari al tempo disponibile ad una reazione chimica che è iniziata nello strato d'urto per raggiungere l'equilibrio chimico prima di raggiungere il veicolo. Se l'aria ha raggiunto questo equilibrio quando giunge al punto di stagnazione, allora si può utilizzare il modello del gas reale in equilibrio e applicare l'equazione di Fay-Riddell che permette di modellare il flusso di calore. Questo intervallo di tempo è fortemente dipendente dalla pressione dello strato d'urto: ad esempio, nel caso della sonda Galileo, lo strato d'urto era in equilibrio a causa delle estreme pressioni.

### Modello del gas reale (non in equilibrio)
La teoria del gas reale non in equilibrio è il modello più accurato della fisica dei gas dello strato d'urto, ma è anche molto più difficile da risolvere. Esistono vari modelli, tra cui il modello di Lighthill-Freeman, il più semplice ma ancora troppo inaccurato per le applicazioni reali.
Il flusso di calore radiativo è un aspetto importante nella modellazione dei gas reali non in equilibrio. In particolare, se un veicolo entra nell'atmosfera a velocità molto alte e ha un naso con grande raggio allora il flusso di calore radiativo può superare e diventare prominente nel riscaldamento del sistema di protezione termico. Questo flusso viene generato da molecole biatomiche asimmetriche, come l'ossido di azoto (NO), l'anidride carbonica formate dalla dissociazione le molecole presenti nell'atmosfera e dalla ricombinazione con lo strato d'urto. In questo modo si formano nuove molecole con un'alta energia vibrazionale che si trasforma in energia radiante. Questo processo avviene in meno di un millisecondo, rendendo la modellazione più difficile. Le misurazioni sperimentali, assieme ai calcoli teorici rendono questo aspetto uno di quelli più esoterici dell'ingegneria aerospaziale. La maggior parte della ricerca aerospaziale negli anni '60 fu finalizzata alla comprensione del flusso di calore radiativo e permise di assicurare il successo del programma Apollo. Tuttavia questa comprensione non è così buona nel caso di una atmosfera composta principalmente da anidride carbonica, come quella di Marte, e richiede ulteriori ricerche.

### Modello del gas congelato
Questo modello descrive un caso speciale in cui il gas non è in equilibrio. Il nome "congelato" potrebbe trarre in inganno: il "congelamento" si riferisce al tempo e non alla temperatura. Questo significa che si considerano tutte le reazioni chimiche come arrestate. Queste sono causate dalla collisione delle molecole, e se si riduce la temperatura di un gas lentamente in modo che queste reazioni possano continuare allora il gas rimane in equilibrio. È tuttavia possibile ridurre molto velocemente la pressione del gas in modo da fermare tutte le reazioni chimiche. A questa situazione si riferisce l'aggettivo "congelato".
La distinzione tra gas in equilibrio e gas congelato è importante perché è possibile che un gas come ad esempio l'aria abbia diverse proprietà termodinamiche (come la velocità del suono, la viscosità, ecc.) nel medesimo stato termodinamico individuato dalla temperatura e dalla pressione. Il gas congelato può rappresentare un problema nella scia di un veicolo che rientra nell'atmosfera. Durante il rientro il flusso d'aria viene compresso ad alte temperature dall'onda d'urto del veicolo. L'aria in stato di non equilibrio nello strato d'urto viene trasportata verso la parte posteriore del veicolo dove si espande velocemente ed entra nello stato congelato. Questa aria viene intrappolata nel vortice nella scia del veicolo e la sua modellazione è molto difficile. Il riscaldamento del sistema di protezione termico nella parte posteriore è meno elevato ma la geometria e l'instabilità del flusso può influenzare in modo significativo l'aerodinamica e la stabilità.

## Il rientro più difficile
La maggiore velocità di rientro (controllato) raggiunta da un veicolo appartiene alla sonda Galileo. Essa entrò nell'atmosfera di Giove ad una velocità di 47,4 km/s (velocità relativa all'atmosfera ad una altezza di 450 km sopra al riferimento ad 1 bar) con una decelerazione di 230 G. La pressione di picco del punto di stagnazione prima dell'espulsione dello scudo fu di 9 bar e la temperatura di picco dello strato d'urto fu di circa 16000 K. Circa il 26% della massa (pari a 338 kg) della sonda venne vaporizzata in 70 secondi e il flusso di calore bloccato raggiunse il massimo di 15 000 W/cm2. Per riferimento, il valore più alto raggiunto da un lander marziano è stato di 106 W/cm2 e quello raggiunto dal modulo di comando dell'Apollo 4, mentre rientrava ad una velocità relativa di 10,77 km/s, è stato di 497 W/cm2.
Il sistema di protezione termico della sonda era costituito da carbonio fenolico. Nonostante un progetto conservativo, che comprendeva il raddoppiamento dello spessore dello scudo, le estreme condizioni del rientro fecero quasi fallire il sistema di protezione. Il flusso di calore radiativo e la turbolenza dello strato d'urto non sono ancora del tutto comprese e attualmente oltre una analisi teorica definitiva.
Dopo aver compiuto con successo la missione, la sonda continuò la discesa nell'atmosfera gioviana dove la temperatura aumentò a tal punto da vaporizzare la sonda e lo scudo termico in gas monoatomico.

## Rientro non controllato
Più di 100 tonnellate di oggetti fabbricati dall'uomo rientrano in modo incontrollato ogni anno. La grande maggioranza brucia completamente prima di raggiungere la superficie terrestre. Essendo quest'ultima occupata principalmente dall'acqua, la maggior parte degli oggetti che eventualmente sopravvivono al rientro si trova sul fondo degli oceani.
Il rientro incontrollato viene anche utilizzato intenzionalmente per distruggere oggetti che si trovano in orbita e vengono dismessi. Ad esempio la stazione spaziale Mir venne distrutta da un rientro intenzionale nell'atmosfera terrestre il 23 marzo 2001 sopra all'Oceano Pacifico del sud.
Nel 1978 la sonda Cosmos 954 rientrò in modo incontrollato schiantandosi vicino al Great Slave Lake nei territori settentrionali del Canada. La sonda era alimentata con un generatore termoelettrico a radioisotopi e sparse detriti radioattivi lungo il Canada del nord.
Nel 1979 lo Skylab rientrò nell'atmosfera e parte di esso si schiantò nell'Australia occidentale, uccidendo una mucca e danneggiando diversi edifici. Le autorità locali richiesero agli Stati Uniti il pagamento di una multa per la discarica di rifiuti, ma non venne mai sanzionata.